# 2013 Año Internacional de la Estadística
2013 Año Internacional de la Estadística (Statistics2013) es una celebración internacional dedicada a la ciencia de la Estadística y en la que participan más de 700 organizaciones, universidades, organismos gubernamentales y empresas de casi 100 países.
Su comité de dirección está formado por representantes del International Statistical Institute (ISI), International Biometric Society, Royal Statistical Society, Institute of Mathematical Statistics y del American Statistical Association, entre otros organismos.
Sus objetivos son:
- Aumentar la conciencia pública sobre el poder y el impacto de las estadísticas en todos los aspectos de nuestra sociedad
- Cultivar la estadística como una profesión, especialmente entre los estudiantes de secundaria y universitarios
- Fomentar de la creatividad y el desarrollo de las ciencias de la probabilidad y la estadística